# Берёзовый (Свердловская область)
Берёзовый — посёлок в Гаринском городском округе Свердловской области России. Автомобильное сообщение с посёлком отсутствует.

## Географическое положение
Посёлок Берёзовый муниципального образования «Гаринский городской округ» расположена в 80 километрах к востоку от посёлка Гари, в лесной урочище Берёзовая Роща, в 2 километрах к северу от болота Малая Сарча. Автомобильное сообщение с деревней отсутствует.

## Население
| 2002 | 2010 |
| ---- | ---- |
| 0    | →0   |